# Vlad (serial)
VLAD este un serial TV românesc care a avut premiera pe 25 februarie 2019 pe canalul Pro TV. Este primul serial românesc realizat la standarde cinematografice, produs și difuzat de Pro TV, care este o adaptare a serialului turcesc Ezel. Din distribuția serialului fac parte actori cu numeroase premii în palmares și nominalizări la cele mai importante gale din industria cinematografică națională și internațională.

## Premisă
Scenariul serialului întrepătrunde trecutul și prezentul, într-o poveste cu un fir roșu ce leagă toate piesele dintr-un puzzle. Acțiunea este centrată pe povestea lui Adrian (Anghel Damian) / Vlad (Adrian Nartea), tânărul care a fost trădat de cei apropiați și închis pe nedrept în urma înscenării unui jaf. După câteva experiențe traumatizante, acesta primește o șansă la o nouă viață în care are posibilitatea de a-și regla toate conturile cu cei care l-au trădat. Bărbatul întâlnește un personaj cheie care îi devine mentor și îl ajută să își schimbe identitatea, devenind VLAD, un bărbat puternic, bogat, cuceritor, care are alături aliați pregătiți să pună la punct toate detaliile unui plan perfect de răzbunare.

## Actori
- Adrian Nartea - Vlad Pop este un misterios om de afaceri care se va întoarce în viața foștilor lui prieteni cu gânduri teribile de răzbunare.
- Anghel Damian - Adrian Anuței este păcălitul. E un băiat provenit dintr-o familie modestă, dar destul de inteligent, cu ambiție, îndrăgostit, convins că și-a găsit iubirea vieții, naiv, are un cult pentru prietenie și asta îi pecetluiește soarta. Se încrede foarte tare în prietenia pe care o are cu Leo și Ștefan și de acolo vine și trădarea. Adrian este împotriva ideii de răzbunare. În momentul în care pornește pe acest drum al răzbunării, el nu mai e Adrian. Părăsește cu totul această identitate.
- Olimpia Melinte - Eliza Dragomir este frumoasă și atrăgătoare, inteligentă și duplicitară. Iubirea vieții lui Adrian / Vlad (interpretat de Adi Nartea), aceasta va fi, parțial, vinovată pentru condamnarea și aruncarea în închisoare a acestuia. Când Vlad apare în viața ei, Eliza va avea parte de o provocare uriașă. E căsătorită în prezent cu Ștefan Dragomir.
- Diana Sar - Roxana Stamate este sora mai mică a Elizei (Olimpia Melinte), fosta iubită a lui Adrian / Vlad. Este personajul cel mai inocent din cadrul anturajului, dar asta nu înseamnă că este cel mai slab. De fapt, ar putea fi cea mai puternică dintre toți.
- Andrei Aradits - Ștefan Dragomir era cândva cel mai bun prieten al lui Adrian, Ștefan îl trădează pe acesta ba, mai mult, îi fură iubita, pe Eliza (Olimpia Melinte) și se însoară cu ea. „Bărbat bine”, elegant fără efort, etalează o bogăție discretă. Inteligent, viclean, avar, oscilând între calculat și nevrotic, necinstit, îndrăgostit obsesiv de Eliza, pasionat de jocurile de noroc, un om al viciilor.
- Emilian Oprea - Leo Cazacu este fostul prieten al lui Adrian / Vlad, unul dintre cei care l-au trădat și din cauza cărora a ajuns la închisoare. Este un bărbat puternic, șef de securitate al unui hotel deținut de Ștefan (Andrei Aradits). În viața lui, există o femeie pe care o iubește în secret și cu pasiune. Frustrat de nedreptățile din viața lui, Leo e un personaj din ce în ce mai periculos, care poate scăpa oricând de sub control.
- Constantin Cotimanis - Cezar Cristoloveanu, zis "Inginerul" este cel care îl transformă pe Adrian în Vlad. El e capul planului lui Vlad.
- Monica Bîrlădeanu - Carla este aliata lui Miki (Victoria Răileanu), făcând parte din planul lui Vlad (Adrian Nartea). Scopul ei este să îl cucerească pe Ștefan (Andrei Aradits), arătâdu-i Elizei că Ștefan îi trădează încrederea. Este o armă pe care Vlad o folosește, dar o armă cu mustrări de conștiință.
- Tudor Oprișan - Matei este fiul de 11 ani al Elizei (Olimpia Melinte) și al lui Ștefan Dragomir (Andrei Aradits). Este un băiat foarte inteligent, sportiv - face judo, scrimă și joacă fotbal - și este un elev studios. Matei a petrecut mai mulți ani în Grecia, unde părinții lui au lucrat la hotel și cazinou dar, de când a început școala, trăiește cu ai lui în București. Știe că părinții lui au mulți bani și că ar putea să-i îndeplinească orice dorință, dar are un simț bun înnăscut și nu este tipul de băiat de bani gata, răsfățat.
- Dan Condurache - Titi (tatăl Elizei) este capul planului spargeri cazinoului Raynbow Stars. El a manipulat-o pe Eliza (Olimpia Melinte), mințind-o că dacă nu face rost de bani pentru operația Roxanei, aceasta va muri. Din cauza lui, Eliza l-a trădat pe Adrian.
- Ion Haiduc - Petre Anuței (nea Petre) (tatăl lui Adrian) a crezut întotdeauna că fiul lui este vinovat.
- Aura Călărașu - Maria Anuței (tanti Maria) (mama lui Adrian) a crezut întotdeauna că fiul ei, Adrian (Anghel Damian) este nevinovat.
- Ștefan Iancu - Răzvan Anuței (fratele lui Adrian/Vlad), un băiat plin de entuziasm, cu o educație bună și cu un comportament ireproșabil. Hotărât să dovedească că fratele său este nevinovat, a decis să se facă jurnalist.
- George Piștereanu - Tibor este mâna dreaptă a lui Leo. În realitate, acesta este omul lui Cezar (Bebe Cotimanis). Ajuns la închisoare, Tibi a fost protejatul Inginerului, așa cum a fost și Adrian, iar acum se află în slujba lui Vlad, jucând un dublu rol în ambele tabere.
- Victoria Răileanu - Micky este fosta iubită a unui samsar care, datorită lui Vlad, și-a schimbat în totalitate viață. Amanta, pentru ani de zile, a unui dintre cei mai cunoscuți dealeri din Capitală, aceasta era specializată în a seduce clienții cu droguri și mult șarm, ca apoi să-i lase pradă logodnicului ei. Dar Miky este un om prea bun pentru o astfel de viață.
- Dani Popescu - Barbu este un fost polițist care a fost la un pas să se sinucidă. Prins într-un cerc vicios al jocurilor de noroc și al alcoolului, Barbu a pierdut tot ceea ce a avut la masa de joc. Datorită lui Vlad, acesta și-a revenit și face tot ceea ce este posibil pentru a îndrepta lucrurile în familia sa.
- Elvira Deatcu - Delia Lazăr (soția lui Cezar)
- Anda Sârbei - Iulia (fiica Deliei)
- Adrian Titieni - Bogdan Iordache
- Tudor Chirila - Marcel Drăgoi (politician)
- Raluca Aprodu - Ivana Drăgoi (Sotia lui Marcel Drăgoi, antreprenoare)
- Marius Manole - Procurorul Toteanu
- Letiția Vlădescu - Nela
- Maria Obretin - Șefa Fira
- Șerban Pavlu - Cazimir Panduru
- Codin Maticiuc - Bulgaru
- Bogdan Farcaș - Medic legist
- Augustin Viziru - Chiki Chan
- Valentin Teodosiu - Procurorul General

## Prezentare generală
| Sezonul | Sezonul | Episoade | Episoade | Premiera TV       | Premiera TV       |
| Sezonul | Sezonul | Episoade | Episoade | Prima transmisie  | Ultima transmisie |
| ------- | ------- | -------- | -------- | ----------------- | ----------------- |
|         | 1       | 13       | 13       | 25 februarie 2019 | 20 mai 2019       |
|         | 2       | 26       | 26       | 9 septembrie 2019 | 9 decembrie 2019  |
|         | 3       | 13       | 13       | 24 februarie 2020 | 9 noiembrie 2020  |
|         | 4       | 13       | 13       | 6 septembrie 2021 | 6 decembrie 2021  |

## Episoade

### Sezonul 1
| Nr. în serial | Nr. în sezon | Titlu                | Regizat de      | Scris de                       | Data difuzării    | RO telespectatori (milioane) |
| ------------- | ------------ | -------------------- | --------------- | ------------------------------ | ----------------- | ---------------------------- |
| 1             | 1            | „Reîntoarcerea”      | Jesus del Cerro | Radu Potcoavă                  | 25 februarie 2019 | 1.74                         |
| 2             | 2            | „Amintirea”          | Jesus del Cerro | Filip Columbeanu               | 4 martie 2019     | 1.55                         |
| 3             | 3            | „Cea nouă”           | Jesus del Cerro | Filip Columbeanu               | 11 martie 2019    | 1.66                         |
| 4             | 4            | „Acasă nu mai e”     | Jesus del Cerro | Radu Potcoava                  | 18 martie 2019    | 1.46                         |
| 5             | 5            | „Dezvaluirea”        | Jesus del Cerro | Radu Potcoava                  | 25 martie 2019    | 1.27                         |
| 6             | 6            | „Umbrele”            | Jesus del Cerro | Filip Columbeanu               | 1 aprilie 2019    | 1.27                         |
| 7             | 7            | „Respins”            | Jesus del Cerro | Filip Columbeanu,Radu Potcoava | 8 aprilie 2019    | 1.27                         |
| 8             | 8            | „Pojghita de Gheata” | Jesus del Cerro | Filip Columbeanu,Radu Potcoava | 15 aprilie 2019   | 1.27                         |
| 9             | 9            | „Fantoma”            | Jesus del Cerro | Filip Columbeanu,Radu Potcoava | 22 aprilie 2019   |                              |
| 10            | 10           | „Loialitatea”        | Jesus del Cerro | Filip Columbeanu,Radu Potcoava | 29 aprilie 2019   |                              |
| 11            | 11           | „Vanatoarea”         | Jesus del Cerro | Filip Columbeanu,Radu Potcoava | 6 mai 2019        |                              |
| 12            | 12           | „Constiinta”         | Jesus del Cerro | Filip Columbeanu,Radu Potcoava | 13 mai 2019       |                              |
| 13            | 13           | „Decizia”            | Jesus del Cerro | Filip Columbeanu,Radu Potcoava | 20 mai 2019       |                              |

### Sezonul 2
| Nr. în serial | Nr. în sezon | Titlu                                      | Regizat de      | Scris de                       | Data difuzării     | RO telespectatori (milioane) |
| ------------- | ------------ | ------------------------------------------ | --------------- | ------------------------------ | ------------------ | ---------------------------- |
| 14            | 1            | „Pâna când moartea ne desparte”            | Jesus del Cerro | Filip Columbeanu,Radu Potcoavă | 9 septembrie 2019  |                              |
| 15            | 2            | „Păcatul original”                         | Jesus del Cerro | Filip Columbeanu,Radu Potcoavă | 9 septembrie 2019  |                              |
| 16            | 3            | „Mai aproape de adevăr”                    | Jesus del Cerro | Filip Columbeanu,Radu Potcoavă | 16 septembrie 2019 |                              |
| 17            | 4            | „A fost doar o iluzie”                     | Jesus del Cerro | Filip Columbeanu,Radu Potcoavă | 16 septembrie 2019 |                              |
| 18            | 5            | „În urnă zace Sarar”                       | Jesus del Cerro | Filip Columbeanu,Radu Potcoavă | 23 septembrie 2019 |                              |
| 19            | 6            | „Drumul spre casă”                         | Jesus del Cerro | Filip Columbeanu,Radu Potcoavă | 23 septembrie 2019 |                              |
| 20            | 7            | „Umbrele trecutului”                       | Jesus del Cerro | Filip Columbeanu,Radu Potcoavă | 30 septembrie 2019 |                              |
| 21            | 8            | „Ca la început”                            | Jesus del Cerro | Filip Columbeanu,Radu Potcoavă | 30 septembrie 2019 |                              |
| 22            | 9            | „V-am prins”                               | Jesus del Cerro | Filip Columbeanu,Radu Potcoavă | 7 octombrie 2019   |                              |
| 23            | 10           | „La un pas de moarte”                      | Jesus del Cerro | Filip Columbeanu,Radu Potcoavă | 7 octombrie 2019   |                              |
| 24            | 11           | „E timpul!”                                | Jesus del Cerro | Filip Columbeanu,Radu Potcoavă | 21 octombrie 2019  |                              |
| 25            | 12           | „Când îți dă viață”                        | Jesus del Cerro | Filip Columbeanu,Radu Potcoavă | 21 octombrie 2019  |                              |
| 26            | 13           | „Când nu mai ai de ales”                   | Jesus del Cerro | Filip Columbeanu,Radu Potcoavă | 28 octombrie 2019  |                              |
| 27            | 14           | „Doi iepuri dintr-un foc”                  | Jesus del Cerro | Filip Columbeanu,Radu Potcoavă | 28 octombrie 2019  |                              |
| 28            | 15           | „Părinți și copii”                         | Jesus del Cerro | Filip Columbeanu,Radu Potcoavă | 4 noiembrie 2019   |                              |
| 29            | 16           | „O moarte în familie”                      | Jesus del Cerro | Filip Columbeanu,Radu Potcoavă | 4 noiembrie 2019   |                              |
| 30            | 17           | „Inocență”                                 | Jesus del Cerro | Filip Columbeanu,Radu Potcoavă | 11 noiembrie 2019  |                              |
| 31            | 18           | „Să-ți vezi de drum”                       | Jesus del Cerro | Filip Columbeanu,Radu Potcoavă | 11 noiembrie 2019  |                              |
| 32            | 19           | „Piază rea”                                | Jesus del Cerro | Filip Columbeanu,Radu Potcoavă | 18 noiembrie 2019  |                              |
| 33            | 20           | „Răzbunarea e mai puternică decât moartea” | Jesus del Cerro | Filip Columbeanu,Radu Potcoavă | 25 noiembrie 2019  |                              |
| 34            | 21           | „Așa începe totul”                         | Jesus del Cerro | Filip Columbeanu,Radu Potcoavă | 25 noiembrie 2019  |                              |
| 35            | 22           | „Ce-ai pierdut, ce-ai câștigat”            | Jesus del Cerro | Filip Columbeanu,Radu Potcoavă | 25 noiembrie 2019  |                              |
| 46            | 23           | „Ziua judecății”                           | Jesus del Cerro | Filip Columbeanu,Radu Potcoavă | 2 decembrie 2019   |                              |
| 37            | 24           | „Totul e să fii pregătit!”                 | Jesus del Cerro | Filip Columbeanu,Radu Potcoavă | 2 decembrie 2019   |                              |
| 38            | 25           | „Punct și de la capăt”                     | Jesus del Cerro | Filip Columbeanu,Radu Potcoavă | 9 decembrie 2019   |                              |
| 39            | 26           | „Rezolv-o pe asta!”                        | Jesus del Cerro | Filip Columbeanu,Radu Potcoavă | 9 decembrie 2019   |                              |

### Sezonul 3
| Nr. în serial | Nr. în sezon | Titlu                            | Regizat de      | Scris de                       | Data difuzării     | RO telespectatori (milioane) |
| ------------- | ------------ | -------------------------------- | --------------- | ------------------------------ | ------------------ | ---------------------------- |
| 40            | 1            | „Ești mort, ai înțeles?”         | Jesus del Cerro | Filip Columbeanu,Radu Potcoavă | 24 februarie 2020  |                              |
| 41            | 2            | „Pentru cine te sacrifici?”      | Jesus del Cerro | Filip Columbeanu,Radu Potcoavă | 2 martie 2020      |                              |
| 42            | 3            | „Porțile se deschid”             | Jesus del Cerro | Filip Columbeanu,Radu Potcoavă | 9 martie 2020      |                              |
| 43            | 4            | „Întrebări incomode”             | Jesus del Cerro | Lia Bugnar                     | 16 martie 2020     |                              |
| 44            | 5            | „Război și pace”                 | Jesus del Cerro | Lia Bugnar                     | 14 septembrie 2020 |                              |
| 45            | 6            | „Și tu, Brutus?”                 | Jesus del Cerro | Lia Bugnar                     | 21 septembrie 2020 |                              |
| 46            | 7            | „Atunci mori la tine acasă!”     | Jesus del Cerro | Lia Bugnar                     | 28 septembrie 2020 |                              |
| 47            | 8            | „Bună, frumoaso!”                | Jesus del Cerro | Lia Bugnar                     | 5 octombrie 2020   |                              |
| 48            | 9            | „Numărătoarea inversă!”          | Jesus del Cerro | Lia Bugnar                     | 12 octombrie 2020  |                              |
| 49            | 10           | „cercul se învârte în jurul tău” | Jesus del Cerro | Lia Bugnar                     | 19 octombrie 2020  |                              |
| 50            | 11           | „Nu te da de gol!”               | Jesus del Cerro | Lia Bugnar                     | 26 octombrie 2020  |                              |
| 51            | 12           | „Și dacă, totuși...”             | Jesus del Cerro | Lia Bugnar                     | 2 noiembrie 2020   |                              |
| 52            | 13           | „Te iert!”                       | Jesus del Cerro | Lia Bugnar                     | 9 noiembrie 2020   |                              |

### Sezonul 4
| Nr. în serial | Nr. în sezon | Titlu                                 | Regizat de                                     | Scris de                       | Data difuzării     | RO telespectatori (milioane) |
| ------------- | ------------ | ------------------------------------- | ---------------------------------------------- | ------------------------------ | ------------------ | ---------------------------- |
| 53            | 1            | „Cine ești, domnule Vlad Pop?”        | Igor Cobileanski                               | Filip Columbeanu,Radu Potcoavă | 6 septembrie 2021  | 1.947.000                    |
| 54            | 2            | „Fără cale de întoarcere”             | Igor Cobileanski                               | Filip Columbeanu,Radu Potcoavă | 13 septembrie 2021 | 1.427.000                    |
| 55            | 3            | „Arde!”                               | Igor Cobileanski                               | Filip Columbeanu,Radu Potcoavă | 20 septembrie 2021 | 1.299.000                    |
| 56            | 4            | „Moartea de apoi”                     | Anghel Damian                                  | Lia Bugnar                     | 27 septembrie 2021 | 1.059.000                    |
| 57            | 5            | „23:07”                               | Igor Cobileanski, Anghel Damian, Cristian Buje | Lia Bugnar                     | 4 octombrie 2021   | 1.102.000                    |
| 58            | 6            | „Oamenii Umbră”                       | Cristian Buje                                  | Radu Iacoban                   | 18 octombrie 2021  | 1.015.000                    |
| 59            | 7            | „Nu trebuie decât să crezi”           | Cristian Buje                                  | Radu Iacoban                   | 25 octombrie 2021  | 1.226.000                    |
| 60            | 8            | „A doua venire”                       | Peter Kerek                                    | Radu Iacoban                   | 1 noiembrie 2021   | 1.123.000                    |
| 61            | 9            | „Așteptare. Pregătire. Oportunitate.” | Peter Kerek                                    | Lia Bugnar                     | 8 noiembrie 2021   |                              |
| 62            | 10           | „Jocul e viciat”                      | Millo Simulov                                  | Lia Bugnar                     | 15 noiembrie 2021  | 1.190.000                    |
| 63            | 11           | „Noaptea cea lungă”                   | Millo Simulov                                  | Lia Bugnar                     | 22 noiembrie 2021  | 1.283.000                    |
| 64            | 12           | „Când faci ce e de făcut”             | Anghel Damian                                  | Anghel Damian                  | 29 noiembrie 2021  |                              |
| 65            | 13           | „Fericirea e atât de simplă”          | Jesus del Cerro                                | Anghel Damian                  | 6 decembrie 2021   | 1.316.000                    |

## Rezumatul episoadelor

### Sezonul 1, Episodul 1
Adrian, cel care în ziua în care a cerut-o în căsătorie pe iubita lui, Eliza, a fost trădat de ea și de cei mai buni prieteni ai săi, Ștefan și Leo, și trimis la închisoare. Aici, Adrian trăiește experiențe traumatizante atât din interacțiunea cu ceilalți deținutți, cât mai ales din cea cu apropiații săi, care se dezic de el și îi fac foarte mult rău.
Perioada petrecută după gratii l-a marcat și i-a dezvoltat dorința de răzbunare. Acesta revine după mulți ani sub o nouă identitate și o nouă înfățișare și, ajutat de aliații săi, își începe planul gândit în cel mai mic detaliu. Acum este Vlad, un bărbat puternic, bogat și sigur pe el, opusul celui care era înainte de a fi trădat. El ajunge în Grecia, unde fosta lui iubita, Eliza, și cel mai bun prieten al său, Ștefan, sunt căsătoriți și dețin mai multe afaceri. Aici începe întreaga aventură plină de suspans, regrete, emoții copleșitoare și iubire.

### Sezonul 1, Episodul 2
Cel din spatele tuturor deciziilor Elizei este chiar tatăl ei, Titi, care își pune fiica în situații inacceptabile, totul pentru bani. Încă din copilărie, aceasta renunță la tot pentru planul diabolic al părintelui ei, aparent fără remușcări. Cei doi, împreună cu Ștefan și cu Leo, pun la cale un jaf pentru a se îmbogăți și pentru a duce o viață așa cum visau.
Timp de câțiva ani, lucrurile norocul părea să fie de partea lor, însă Adrian a devenit Vlad și a apărut în Grecia, acolo unde Eliza și Ștefan dețin mai multe afaceri. Vlad intră în viața lor, își lasă cel mai bun prieten din copilărie să-l bată la poker și apare în casa lor împreună cu băiețelul Matei, pe care-l salvează din mare. Lucrurile încep să se complice, iar Leo și Tibi fac tot posibilul să afle cine este bărbatul misterios care a apărut din senin, ce trecut are și ce urmărește de fapt.

### Sezonul 1, Episosul 3
Cezar i-a devenit lui Adrian profesor, prieten și confident pentru restul anilor în care băiatul a stat închis. În tot acest timp, în care el a citit foarte mult, a învățat să lupte și să supraviețuiască în condiții extrem de grele, fratele său, Răzvan, a crescut și a devenit jurnalist, pentru a afla ce s-a întâmplat cu Adrian și să facă dreptate.
În închisoare a avut loc o revoltă, deținuții au ripostat și totul s-a transformat într-un adevărat război. A fost ziua în care Adrian a fost declarat mort. El a ales să ”moară” în închisoare pentru a putea reveni printre prietenii săi din trecut sub o nouă identitate. Cezar a continuat să-l ajute și, datorită lui, Adrian a devenit Vlad Pop și a început să pună în aplicare planul de răzbunare pentru toți cei care l-au trădat și i-au făcut rău în trecut.
Roxana, sora Elizei, a ajuns în Grecia pentru un bal mascat caritabil pe care l-a organizat, aceasta fiind cea mai bună ocazie să-l cunoască pe Vlad, cel care a impresionat-o cu cea mai mare donație pe care a făcut-o. 

### Sezonul 1, Episodul 4
Pentru a-i mulțumi pentru ajutorul dat Roxanei, Eliza l-a invitat pe Vlad să meargă în vizită la casa Dragomir. Cu această ocazie, el s-a apropiat mai mult de Roxana, cu care a avut și prima întâlnire, dar a aflat și mai multe detalii despre starea ei de sănătate și faptul că este pe moarte.Cezar a fost eliberat din închisoare și a revenit în viața celui pe care l-a ajutat să evadeze, să-și schimbe identitatea și să apară în viețile celor care l-au trădat complet schimbat și pregătit de răzbunare. 
Planul de răzbunare începe să prindă contur, Vlad are acum toți aliații alături de el și împreună îi fac să plătească pentru tot răul pe toți cei implicați în distrugerea lui Adrian. 

### Sezonul 1, Episodul 5
Vlad a decis să grăbească planul răzbunării și să se apropie cât mai repede de familia Dragomir, așa că i-a invitat pe Eliza, Ștefan și Roxana la o plimbare cu yacht-ul, pentru a petrece timp împreună și pentru a le prezenta planurile lui de viitor. După ce s-au întors și după o discuție lungă cu Ștefan în locul în care obișnuiau să stea atunci când erau tineri, Vlad a decis să devină partenerul de afaceri al celui care l-a trădat. 
Pentru că prezența Mariei în casa lui i-a dat de bănuit și mai ales reacția femeii atunci când l-a întâlnit acolo pe Vlad, Ștefan a mers să verifice despre ce este vorba, dar înainte de toate i-a cerut lui Leo să fie în permanență pe urmele Elizei. Încercând să afle totul, Ștefan a bruscat-o pe Maria, însă surpriza lui a fost și mai mare atunci când prietenul lui din copilărie a apărut în casa părinților săi.

### Sezonul 1, Episodul 6
Ștefan a aflat că Matei nu este fiul lui, așa că a decis să se apropie mai mult de familia sa și să-i ceară Elizei să aibă un copil împreună, însă nu a primit din partea soției sale răspunsul pe care și-l dorea. Vlad a început să viziteze un orfelinat și să aibă grijă de un copil de acolo, fiul paznicului care a fost ucis de către Leo cu mulți ani în urmă, în timpul jafului din cazinoul Rainbow Star. 
Pentru a putea deveni partenerii lui Vlad, Ștefan și Eliza au luat decizia de a vinde hotelul din Grecia, riscând astfel tot ce au. Luând această hotărâre, Ștefan i-a propus lui Leo să se mute la Sinaia și să administreze afacerea pe care o are acolo, însă această propunere nu l-a încântat. 
Vlad a participat la ziua de naștere a lui Matei și, aflând de planurile lui Ștefan de a avea încă un copil cu Eliza, a decis să o invite pe Roxana la el. În momentele petrecute împreună, Vlad și-a amintit de seara în care o ceruse pe iubita lui în căsătorie. Acest gând l-a făcut să o respingă pe Roxana și să o alunge. Ea a ajuns acasă plângând, iar Eliza a decis să meargă să afle ce s-a întâmplat de fapt între cei doi și a ajuns în casa fostului ei iubit.
În tot acest timp, Ștefan, extrem de abătut de modul în care s-a încheiat seara alături de soția sa, i-a propus Carlei să o conducă acasă.

### Sezonul 1, Episodul 7
Ștefan și Leo au încercat prin toate mijloacele să-l convingă pe Răzvan să renunțe la articolul despre fratele său, însă fără succes. Băiatul este hotărât să afle adevărul și să demonstreze că Adrian era nevinovat, așa că a mers pe orice pistă care-i putea aduce răspunsuri. Împreună cu Leo, a ajuns la orfelinat și a stat de vorbă cu fiul paznicului ucis în timpul jafului, dar discuția cu el i-a bulversat pe amandoi. Titi se apropie din ce în ce mai mult de Matei, îl urmărește și se întâlnesc pe ascuns.
Hotărât să-l elimine pe VLAD, Leo a decis să facă acest lucru împreună cu Tibi, dar lucrurile nu au ieșit cum își plănuise. Au mers la Poarta fericirii, unde Ștefan se afla împreună cu noul lui partener de afaceri, dar au ajuns în mijlocul unei bătăi dintre cei doi și câțiva agresori. Au luptat unul alături de celălalt, iar în final au ajuns la casa Dragomir plini de răni, dar cu zâmbetul pe buze, la fel ca în tinerețe. La plecare, Vlad i-a dat un indiciu lui Leo, spunându-i așa cum Adrian obișnuia să o facă, șefule Clește. 

## Legături externe
- Vlad la Internet Movie Database
- cinemagia.ro